# Zofia Świdrak
Bernadetta Zofia Świdrak (ur. w 1933 w Białej Niżnej, zm. 15 kwietnia 2017) – polska plastyczka, działaczka społeczna i animatorka kultury.

## Życiorys
Ukończyła liceum ogólnokształcące o profilu plastycznym. Była pracownicą krakowskiej „Cepelii” oraz Towarzystwa Przyjaciół Dzieci w Nowym Sączu. Tworzyła m.in. wystawy sklepowe, z których wiele zostało nagrodzonych.

Od 1968 roku była członkiem Towarzystwa Przyjaciół Sztuk Pięknych w Krakowie, natomiast od 1982 roku była członkiem jego zarządu jako wiceprezes. Przez 12 lat kierowała również Klubem TPSP w Nowym Sączu. Z jej inicjatywy organizowane były liczne wystawy konkursowe i poplenerowe prac artystów ludowych ziemi sądeckiej oraz plenery malarskie dla uzdolnionych plastycznie osób niepełnosprawnych. Współpracując z Muzeum Okręgowym w Nowym Sączu zorganizowała wystawy polskiego malarstwa i rzeźby w Smolianie w Bułgarii oraz ogólnopolskie Biennale Sztuk Plastycznych w Skawinie. Była również organizatorką licznych akcji charytatywnych, m.in. na rzecz ofiar trzęsienia ziemi w Armenii w 1988 roku oraz powodzi na Sądecczyźnie.

## Nagrody i odznaczenia
W uznaniu swych zasług Zofia Świdrak została odznaczona Brązowym Medalem „Zasłużony Kulturze Gloria Artis” (2006), Srebrnym Krzyżem Zasługi (2007) oraz nagrodą „Srebrne Jabłko Sądeckie” (2007).